# Acrophorus adiantoides
Acrophorus adiantoides là một loài dương xỉ trong họ Dryopteridaceae. Loài này được Blume T. Moore mô tả khoa học đầu tiên năm 1857.